# Gerúsia
Gerúsia (řecky Γερουσία) byla aristokratická instituce ve starověkém Řecku (nejznámější je spartská gerúsia). Existovala i během turecké nadvlády nad Řeckem. Slovo pochází z řeckého γέρων – stařec.

## Sparta
Gerúsii tvořilo dvacet osm gerontů, kteří dovršili šedesát let a pocházeli z významných rodin. Jejími členy byli i dva spartští králové. Členství v gerúsii bylo doživotní, po smrti člena rady starších byl doplněn další člen. Gerúsia byla královským poradním orgánem a zároveň připravovala podklady a návrhy na jednání spartského lidového shromáždění (apella). V Athénách měl obdobnou funkci areopág. Ale už v průběhu Peloponéské války si gerúsia osvojila výkonné pravomoci včetně rozhodnutí proti králům. V průběhu 4.–3. století př. n. l. na sebe strhla výkonnou moc.

## Turecká nadvláda
Potom, co Turci dobyli Byzantskou říši, se na území dnešního Řecka řecky hovořící křesťanské obyvatelstvo začalo organizovat do různých uskupení (ať už jako spojenci turecké moci nebo její odpůrci), jehož původ byl starověký a přetrval i během byzantského období. Řekové, hlavně z Peloponésu a z Rumélie, byli organizováni do venkovských uskupení, v jejichž čele stál bohatý Řek, zvaný δημογέροντας (z novořeckých slov δήμος - lid a γέροντας - stařec, starořecky γέρων) nebo poturčeně kotsabasis. δημογέροντας podléhal turecké správě a při rozhodování o různých věcech, týkajících se řeckých obyvatel mu pomáhala právě gerúsia, tvořená místními vlivnými Řeky.
Gerúsia existovala i u nomádského řeckého kmene Sarakacanů (Σαρακατσάνοι). Sarakacani se organizovali do tzv. tselingádu, v jehož čele stál tselingas, kterému také v rozhodování radila gerúsia. Zde však šlo převážně o otázky týkající se chovu zvířat či migrace. Gerúsia existovala i v autonomním řeckém kraji Zagori, který leží v Epiru a zde byla její role důležitá, zagorští Řekové měli velkou autonomii a byli to důležití podnikatelé. Zagori mělo být povoleno sestavit i řecké vojsko, které vedla právě gerúsia. Gerúsia existovala i na poloostrově Chalkidiki a také na ostrově Chios. Gerúsie byly zrušeny ustanovením nezávislého Řecka a definitivně do poloviny 20. století.